# 石井薫
石井 薫（いしい かおる、1946年2月27日 - )は、日本の会計学・環境学者、東洋大学名誉教授。
和歌山県出身。1969年早稲田大学第一商学部卒業。1979年慶応義塾大学大学院博士課程満期退学、弘前大学専任講師、助教授を経て、東洋大学経営学部教授。2012年「環境監査と環境マネジメントの統合的研究 スーパーISOとホリスティック・マネジメントを視座として」で東洋大博士（経営学）。2016年定年、名誉教授。
地球マネジメント学会事務局長。公監査論を専門に研究した後、地球環境問題に焦点をあて、ＩＳＯ（国際標準化機構）等の環境監査や地方自治体・学校・企業などのエコチェック、環境マネジメントを中心に研究している。

## 著書
- 『公会計論 行財政分野との相互浸透』同文館出版　1989
- 『学際会計学 記号・経済・経営分野との相互浸透』同文館出版 1991
- 『地球マネジメント入門』創成社 1995
- 『環境監査 自治体版・企業版・家庭版・学校版スーパーISO」創成社 2002
- 『環境マネジメント 地球環境時代を生きる哲学』創成社 2003
- 『「環境監査論」講義の現場報告』創成社新書　2005
- 『「環境マネジメント」講義の現場報告』創成社新書　2005
- 『「環境マネジメント入門」講義の現場報告』創成社新書　2005
- 『公共監査論』創成社 2006
- 『ホリスティック・マネジメント 環境マネジメントと意識マネジメントの哲学』創成社 2013

### 共著
- 『政府会計論』茅根聡共著 新世社 新会計学ライブラリ 1993
- 『地球マネジメント』北原貞輔共著 東海大学出版会 1993
- 『自然を捨てた日本人 破壊と保全・復興の谷間で』北原貞輔共編 東海大学出版会 1994